# Goran Marković
Goran Marković (srbsky Горан Марковић; * 24. srpna 1946 Bělehrad) je srbský filmový režisér, scenárista a spisovatel. 
Je synem herců Olivery a Radeho Markovićových. V roce 1970 dokončil studium na FAMU a je proto řazen k pražské škole v jugoslávské kinematografii. Po návratu do vlasti pracoval pro jugoslávskou televizi a podílel se na seriálu Neobavezno. V roce 1977 natočil svůj první hraný celovečerní film Specijalno vaspitanje z prostředí mladistvých delikventů. Následovala komedie o ctižádostivém automobilovém jezdci Závod o Velkou cenu. Ve filmu Mistři, mistři (1980) Marković odhaluje patologické mezilidské vztahy ve vzorné bělehradské škole. Drsně naturalistický snímek Variola vera (1982) s Radem Šerbedžijou v hlavní roli vychází ze skutečné události epidemie černých neštovic v Jugoslávii 1972. Za psychologický film s hororovými prvky To už jsem viděl získal Markovič v roce 1987 cenu Zlatá aréna na Filmovém festivalu v Pule. Černou komedii o posmrtném životě Sabirni centar natočil podle divadelní hry Dušana Kovačeviće a získal za ni další Zlatou arénu i cenu na festivalu fantastických filmů ve francouzském Avoriazu. Film Tito a já z roku 1992 byl oceněn na festivalu v San Sebastiánu a zařazen mezi sto nejlepších filmů srbské historie. Za film Urnebesna tragedija, zabývající se problematickou definicí duševního zdraví, získal cenu pro nejlepšího režiséra na montrealském festivalu. Tragikomedie Turné (2008) se odehrává během války v Bosně a Hercegovině. Nejnovějším Markovićovým filmem je Delirium tremens z roku 2019, kde ztvárnil Tihomir Stanić hlavní roli herce bojujícího se závislostí na alkoholu.
Goran Marković je členem Evropské filmové akademie a pedagogem na Univerzitě umění v Bělehradě. Ve Francii mu byl udělen Řád umění a literatury. Objevil se jako herec ve filmech Miris poljskog cveća Srđana Karanoviće a Úpal Dalibora Mataniće. Je autorem dokumentárního filmu Serbie, année zéro. Vydal román z divadelního prostředí Malá tajemství. Přispívá do kulturní rubriky bělehradského listu Politika a spolupracoval také s rozhlasovou stanicí B92. Patřil k hlavním kritikům Slobodana Miloševiće a srbského nacionalismu. Je jedním ze signatářů Deklarace o společném jazyku.